# Guntur
Guntur (Telugu: గుంటూరు Guṇṭūru [ˈɡuɳʈuːru]) ist die drittgrößte Stadt im indischen Bundesstaat Andhra Pradesh. Sie hat 743.354 Einwohner (Volkszählung 2011) und ist der Verwaltungssitz des Distrikts Guntur. Die Agglomeration hat etwa 1.028.667 Einwohner.
Sie befindet sich im Mandal Guntur in der Division Guntur. Die Stadt ist auch ein Vorort von Amaravati, der neuen Hauptstadt von Andhra Pradesh und fällt unter die Gerichtsbarkeit der APCRDA. Die Stadt ist bekannt für seine Bildungs- und Wirtschaftseinrichtungen, E-Commerce-Firmen und die Landwirtschaft. Im landwirtschaftlichen Raum um Guntur lebt die Bevölkerung besonders vom Anbau von  Chili, Baumwolle und Tabak.

## Geschichte
Die älteste schriftliche Erwähnung Gunturs findet sich als Eingravierung auf Gegenständen aus der Regierungszeit des Vengi-Chalukya-Königs Ammaraja I. (922–929). Guntur taucht auch auf zwei weiteren Inschriften aus den Jahren 1147 und 1158 auf. Der alte sanskritische Name Gunturs ist Garthapuri.
Guntur wurde im Jahre 1687 Teil des Mogulreiches als Aurangzeb das Qutb-Schāhī-Sultanat eroberte. Mit der Ankunft der Franzosen erreicht die Stadt nationale und internationale Bedeutung. Die Franzosen verlagerten ihren Sitz 1752 von der Festung Kondavid nach Guntur, wahrscheinlich wegen der großen Verfügbarkeit von Wasser durch die zwei großen Wasserspeicher. Aus dieser Siedlung bildete sich der Kern der heutigen Stadt. Der Raja Vasireddy Venkatadri Nayudu verlegte seine Hauptstadt von Chintapalli im Distrikt Krishna nach Amaravati. Aufgrund seines Einflusses und Freigiebigkeit wurden viele Tempel bei Guntur errichtet. 1788 fiel das Gebiet unter die Kontrolle der Britischen Ostindien-Kompanie und wurde ein Distrikt der Präsidentschaft Madras. 
Beim Beobachten der Sonnenfinsternis vom 18. August 1868 von Guntur aus, fand Jules Janssen eine neue Linie im Sonnenspektrum und damit Helium. Auch Joseph Norman Lockyer fand im Oktober 1868 bei Beobachtungen von London aus dieselben Linien. Beide Forscher gelten deshalb als Entdecker des Heliums.
Durch die Eröffnung der Eisenbahnlinie im Jahr 1890 wurde die Stadt schnell zu einem bedeutenden Markt für landwirtschaftliche Produkte des Umlands. Im Laufe der letzten hundert Jahre hat sich die Stadt nach Norden und Westen hin beträchtlich erweitert. Dieses Gebiet, welches New Guntur genannt wird, besteht aus vielen Stadtteilen wie Brodipet oder Arundalpet und Vororten wie Pattabhipuram, Chandramouli Nagar, Sita Rama Nagar oder Brindavan Gardens.

## Wirtschaft
Guntur und die umliegende Region sind für den Anbau und Handel von Baumwolle, Chilis und Tabak bekannt. Das staatliche Unternehmen Tobacco Board India, der weltweit drittgrößte Produzent von Rohtabak, hat hier seinen Sitz.

## Religion
Guntur ist Sitz des Bistums Guntur.

## Persönlichkeiten
- Carl-Albert Keller (1920–2008), evangelischer Theologe, Missionar, Religionswissenschaftler und Mystikforscher